# Liste von Dateinamenserweiterungen/Q
In dieser Liste sind übliche Dateinamenserweiterungen aufgelistet, die in einigen Betriebssystemen zur Unterscheidung von Dateiformaten verwendet werden. In anderen Betriebssystemen erfolgt die Dateitypenidentifikation hauptsächlich über den Dateivorspann und bei E-Mail-Anhängen hat der MIME-Type eine größere Bedeutung als die Dateinamenserweiterung. Systeme, die nach den beiden letztgenannten Vorgehensweisen verfahren, ignorieren die Erweiterung meist vollständig. 
| Dateinamenserweiterung | MIME-Typ          | Vollständiger Name                              | Bemerkungen, Verwendung                                                                       |
| ---------------------- | ----------------- | ----------------------------------------------- | --------------------------------------------------------------------------------------------- |
| .qb                    |                   | QuickBASIC                                      | QuickBASIC Programmcodedatei                                                                  |
| .qdb                   |                   | CUEcards Datenbank                              | Notizen-Verwaltung                                                                            |
| .qcd                   |                   | Quicknote encrypted text                        | Verschlüsselte Notiz von Quicknote                                                            |
| .qdr                   |                   | Q-Dir Document text                             | Offene Notiz von Q-Dir.exe                                                                    |
| .qpu                   |                   | Quick Pascal Unit                               | Programmbibliothek von QuickPascal                                                            |
| .qt                    |                   | Quicktime-Dateien (*.mov, *.qt) Version 1 und 2 | Dateiformat von Apple QuickTime                                                               |
| .qti                   | image/x-quicktime | QuickTime Image                                 | Bildformat von Apple QuickTime                                                                |
| .qti                   | image/x-quicktime | QtiPlot                                         | Projektdatei von QtiPlot                                                                      |
| .qtl                   |                   | QuickTime Media Link                            | Informationen über abzuspielendes Medium für den QuickTime Player                             |
| .qua                   |                   | AntiVir / Avira Quarantäne                      | Mit Malware infizierte Datei im Quarantäneverzeichnis                                         |
| .qvd                   |                   | QlikView                                        | QlikView-Datendatei                                                                           |
| .qvs                   |                   | QlikView                                        | QlikView-Scriptdatei                                                                          |
| .qvw                   |                   | QlikView                                        | QlikView-Anwendungsdatei, üblicherweise mit Script, eingelesenen Daten und Layout             |
| .qxd                   |                   | QuarkXPress Document:                           | Dokumentenformat von QuarkXPress bis einschließlich Version 5                                 |
| .qxl                   |                   | QuarkXPress Library:                            | Bibliothekendatei von QuarkXPress                                                             |
| .qxp                   |                   | QuarkXPress Project:                            | Dokumentenformat von QuarkXPress ab Version 6, das verschiedene QXDs in einem Projekt bündelt |
| .qxt                   |                   | QuarkXPress Template:                           | Vorlagendokument von QuarkXPress                                                              |